# Brasiliens Grand Prix 2014
Brasiliens Grand Prix 2014, officiellt Formula 1 Grande Prêmio Petrobras do Brasil 2014, var en Formel 1-tävling som hölls den 9 november 2014 på Autódromo José Carlos Pace i São Paulo, Brasilien. Det var den artonde tävlingen av Formel 1-säsongen 2014 och kördes över 71 varv. Vinnare av loppet blev Nico Rosberg för Mercedes, tvåa blev Lewis Hamilton, även han för Mercedes, och trea blev Felipe Massa för Williams.

## Kvalet
| KR. | Nr | Förare            | Konstruktör          | Q1       | Q2        | Q3       | Grid |
| --- | -- | ----------------- | -------------------- | -------- | --------- | -------- | ---- |
| 1   | 6  | Nico Rosberg      | Mercedes             | 1.10,347 | 1.10,303  | 1.10,023 | 1    |
| 2   | 44 | Lewis Hamilton    | Mercedes             | 1.10,457 | 1.10,712  | 1.10,056 | 2    |
| 3   | 19 | Felipe Massa      | Williams-Mercedes    | 1.10,602 | 1.10,343  | 1.10,247 | 3    |
| 4   | 77 | Valtteri Bottas   | Williams-Mercedes    | 1.10,832 | 1.10,421  | 1.10,305 | 4    |
| 5   | 22 | Jenson Button     | McLaren-Mercedes     | 1.11,097 | 1.11,127  | 1.10,930 | 5    |
| 6   | 1  | Sebastian Vettel  | Red Bull-Renault     | 1.11,880 | 1.11,129  | 1.10,938 | 6    |
| 7   | 20 | Kevin Magnussen   | McLaren-Mercedes     | 1.11,134 | 1.11,211  | 1.10,969 | 7    |
| 8   | 14 | Fernando Alonso   | Ferrari              | 1.11,558 | 1.11,215  | 1.10,977 | 8    |
| 9   | 3  | Daniel Ricciardo  | Red Bull-Renault     | 1.11,593 | 1.11,208  | 1.11,075 | 9    |
| 10  | 7  | Kimi Räikkönen    | Ferrari              | 1.11,193 | 1.11,188  | 1.11,099 | 10   |
| 11  | 21 | Esteban Gutiérrez | Sauber-Ferrari       | 1.11,520 | 1.11,591  |          | 11   |
| 12  | 27 | Nico Hülkenberg   | Force India-Mercedes | 1.11,848 | 1.11,976  |          | 12   |
| 13  | 99 | Adrian Sutil      | Sauber-Ferrari       | 1.11,943 | 1.12,099  |          | 13   |
| 14  | 26 | Daniil Kvyat      | Toro Rosso-Renault   | 1.11,423 | Ingen tid |          | 171  |
| 15  | 8  | Romain Grosjean   | Lotus-Renault        | 1.12,037 |           |          | 14   |
| 16  | 25 | Jean-Éric Vergne  | Toro Rosso-Renault   | 1.12,040 |           |          | 15   |
| 17  | 11 | Sergio Pérez      | Force India-Mercedes | 1.12,076 |           |          | 182  |
| 18  | 13 | Pastor Maldonado  | Lotus-Renault        | 1.12,233 |           |          | 16   |

| Vidare från första kvalrundan ▬▬ Vidare från andra kvalrundan ▬▬ |

Noteringar:
- ^1  — Daniil Kvyat fick sju platsers nedflyttning för ett otillåtet motorbyte under den föregående tävlingen.
- ^2  — Sergio Pérez fick sju platsers nedflyttning för att ha orsakat en kollision i den föregående tävlingen.[1]

## Loppet
| Pos. | Nr | Förare            | Konstruktör          | Varv | Tid         | Grid | P  |
| ---- | -- | ----------------- | -------------------- | ---- | ----------- | ---- | -- |
| 1    | 6  | Nico Rosberg      | Mercedes             | 71   | 1:30.02,555 | 1    | 25 |
| 2    | 44 | Lewis Hamilton    | Mercedes             | 71   | +1,457      | 2    | 18 |
| 3    | 19 | Felipe Massa      | Williams-Mercedes    | 71   | +41,031     | 3    | 15 |
| 4    | 22 | Jenson Button     | McLaren-Mercedes     | 71   | +48,658     | 5    | 12 |
| 5    | 1  | Sebastian Vettel  | Red Bull-Renault     | 71   | +51,420     | 6    | 10 |
| 6    | 14 | Fernando Alonso   | Ferrari              | 71   | +1.01,906   | 8    | 8  |
| 7    | 7  | Kimi Räikkönen    | Ferrari              | 71   | +1.03,730   | 10   | 6  |
| 8    | 27 | Nico Hülkenberg   | Force India-Mercedes | 71   | +1.03,934   | 12   | 4  |
| 9    | 20 | Kevin Magnussen   | McLaren-Mercedes     | 71   | +1.10,085   | 7    | 2  |
| 10   | 77 | Valtteri Bottas   | Williams-Mercedes    | 70   | +1 varv     | 4    | 1  |
| 11   | 26 | Daniil Kvyat      | Toro Rosso-Renault   | 70   | +1 varv     | 17   |    |
| 12   | 13 | Pastor Maldonado  | Lotus-Renault        | 70   | +1 varv     | 16   |    |
| 13   | 25 | Jean-Éric Vergne  | Toro Rosso-Renault   | 70   | +1 varv     | 15   |    |
| 14   | 21 | Esteban Gutiérrez | Sauber-Ferrari       | 70   | +1 varv     | 11   |    |
| 15   | 11 | Sergio Pérez      | Force India-Mercedes | 70   | +1 varv     | 18   |    |
| 16   | 99 | Adrian Sutil      | Sauber-Ferrari       | 70   | +1 varv     | 13   |    |
| 17   | 8  | Romain Grosjean   | Lotus-Renault        | 63   | Motorenhet  | 14   |    |
| Ret  | 3  | Daniel Ricciardo  | Red Bull-Renault     | 39   | Upphängning | 9    |    |

| Förare och stall som tog poäng ▬▬ |

## Ställning efter loppet
|     | Pos. | Förare           | Poäng |
| --- | ---- | ---------------- | ----- |
| ▬   | 1    | Lewis Hamilton   | 337   |
| ▬   | 2    | Nico Rosberg     | 317   |
| ▬   | 3    | Daniel Ricciardo | 214   |
| ▲ 1 | 4    | Sebastian Vettel | 159   |
| ▲ 1 | 5    | Fernando Alonso  | 157   |

|   | Pos. | Konstruktör       | Poäng |
| - | ---- | ----------------- | ----- |
| ▬ | 1    | Mercedes          | 651   |
| ▬ | 2    | Red Bull-Renault  | 373   |
| ▬ | 3    | Williams-Mercedes | 254   |
| ▬ | 4    | Ferrari           | 210   |
| ▬ | 5    | McLaren-Mercedes  | 161   |

- Notering: Endast de fem bästa placeringarna i vardera mästerskap finns med på listorna.